# 滝の城
滝の城（たきのじょう）は、埼玉県所沢市城にあった日本の城。同市の東端で隣接する東京都清瀬市との都県境、柳瀬川の北岸に位置し、豊かな緑に覆われた断崖の上に 曲輪や空掘り跡などが残っている。 今日では本丸跡に「城山神社」が祀られ、その南側を中心に滝の城址公園（たきのじょうしこうえん）として整備され、梅･桜の木や運動施設などが揃う公園となっている。

## 概要
滝の城（滝之城, 瀧之城）は 別称「本郷城」とも呼ばれ、1925年（大正14年）に埼玉県指定史跡に指定されている。
その原型は、伝承によると1180年（治承4年）頃に 源頼朝の挙兵に応じて土豪が築城したものと言われているが、記録などは残っておらず詳細は不明である。また、後述の横穴墓群の出土により、この場所は城としての成立以前の古代においても何らかの重要な拠点として使用されてきたものと推測される。
戦国時代には、関東管領上杉氏の家臣で武蔵国守護代 大石氏の滝山城（後に八王子城）の支城として対岸の清戸番所との関係もあったとされる。その後大石定久の代に後北条氏の支配下となり北条氏照の支城になった。 氏照は本拠の滝山から北関東に度々出陣しており、その直線上にあたる滝の城は軍勢集結の拠点になった。1564年（永禄7年）の北条氏による下野への遠征の際にはこの城で陣揃（じんぞろえ）が行われたことが記録されている。
その後1590年（天正18年）、豊臣秀吉の小田原征伐の際に、浅野長政率いる豊臣方に城北側の大手方面から急襲され八王子城と共に落城、徳川家康の関東入国の領内整備の頃には廃城となったと推測されている。
滝の城にある七曲坂には、木肌に傷をつけると赤色の樹液が出ると伝えられる大きな黒松があり「血の出る松」と呼ばれていた。1972年（昭和47年）に枯れてたため伐採され、跡地には記念に「血の出る松の跡」碑が残っている。

### 構造
その構造は多郭式平山城で、面積約6万6,000m² 、本丸跡を中心に二の丸・三の丸などの曲輪や物見櫓、複雑に張り巡らされた空堀などの跡がよく残っており、大手は本丸の更に北方に、また北西に搦め手があったとされる。北東方向の台地続きには外郭線を有している。
- 1986年（昭和61年）の発掘調査では三の丸跡などから障子堀跡も発見されている[1]。
- 本丸北端西側の土塁の切れ目で、格式の高い門である四脚門が検出されている。白い玉石も敷いてあった。この位置から空堀を越えて「馬出」と呼ばれる郭まで橋が架かっていたと推定される。

### 名称の由来
郭の東側、出郭と城外を画す小谷に、かつて「金津の滝」という滝があり、現在では痕跡が残るのみですが、この滝が城の名の由来とされる。
今日では斜面の岩場に僅かな流れが残るのみで、この小流が南に流れ込み公園の池を形成している。

## 考古資料

### 横穴墓群
- 1976年（昭和51年）の崖崩落防止の補強工事の際に本丸跡の崖付近から横穴墓群が発見された。出土した須恵器から古墳時代後期の7世紀頃の物と推定されている。
  - 経緯[6] ： 前年の1974年（昭和49年）の秋に降った集中豪雨により本郭南東部の崖が一部崩壊し、その後も浸食が進み崖崩れの危険性があったため、（埼玉県の昭和50年度の助成事業として）補強工事が行われた。 が、掘削を始めた1976年（昭和51年）2月13日、人骨の一部が発見された。 工事は一旦中止し発掘調査したところ、全9基の横穴墓群が確認され、 金環（古代のイヤリング）、ガラス小玉、と前述の須恵器 などが出土した。 調査はその後2月24日～3月9日まで行われ、調査後この場所は埋め戻されている。 墓群の玄室は極めて規則性のある配置で当工事に該当しなかった東西方向にもまだ相当数が連続していると見られている。

### 復元模型
- 2008年（平成20年）7月13日、滝之城の復元模型が完成し 現地にほど近い城公民館で公開された[7]。　模型は縮尺: 1／220 , 地元の「滝の城跡保存会」が約1年をかけて製作したもので、その後 現在は同地区の柳瀬公民館にて常設展示されている。
  - 2009年3月の1ヶ月間は所沢市役所の1Fロビーにて、多くの写真などの資料と共に「滝の城跡 -調査の軌跡-」と題し展示されていた。

## 滝の城址公園
1972年（昭和47年）に滝之城跡の一部、南側の水田跡などを中心に整備され開設された総合公園。敷地の北、東端は関越自動車道に隣接し、南東側に柳瀬川が流れ、JR武蔵野線の高架線路がその南端を横断する。園内には野球場・テニスコートなどの施設があり、遊歩道が整備されている。断崖の上の本丸跡からは対岸の清瀬市付近が展望できる。
- 自生するカタクリやニリンソウ・ヤマユリなどの花が咲き、春には梅や桜の名所としても親しまれている。
- 北側の敷地は場所によっては昼間でも薄暗い鬱蒼と繁る木々覆われており、整備された遊歩道以外の区域は、かつては「まむしにちゅうい」の立札が立てられたほど豊かな生態系が保たれている。
- 園内東側にある池では、釣りを楽しむ人が多く、子供たちは小魚やアメリカザリガニなどを捕まえたりしている。

### 施設
- 野球場 -（兼ソフトボール場）1面
- テニスコート -（クレイコート）5面
- 相撲場 -（土俵-屋根付き）1箇所
- 池, アスレチック, 広場, 花壇, 東屋（あづまや）, ほか

駐車場は南西・北東端に2ヶ所。

## 交通アクセス
自動車
関越自動車道所沢インターチェンジから（さいたま方面出口～坂の下交差点右折～城公民館前信号左折）約5分。
電車・バス
- 西武新宿線･池袋線 所沢駅東口、JR武蔵野線 東所沢駅、または東武東上線 志木駅南口から、西武バス･所52系統で停留所「城」下車、徒歩3分。
- 西武池袋線清瀬駅北口から、西武バス清64系統で停留所「台田団地」下車、城前橋を渡る。徒歩10分程度。